# Evil Dead (film, 1981)
Pour les articles homonymes, voir Evil Dead.
Série Evil Dead
Within the Woods
(1978) Evil Dead 2
(1987)
Pour plus de détails, voir Fiche technique et Distribution.
Evil Dead (The Evil Dead), également appelé La Mort diabolique, La Nuit des démons ou L'Opéra de la terreur au Québec, est un film américain réalisé par Sam Raimi et sorti en 1981. En France, le film sort sur les écrans le 24 août 1983.
Il donne naissance à une franchise, avec deux suites toujours centrée sur Ash Williams et réalisée par Sam Raimi, ainsi qu'une série télévisée intitulée Ash vs. Evil Dead, lancée en 2015. Avec la sortie de son quatrième volet en 2013, la franchise commence à mettre en scène d'autres personnages qu'Ash, tout en se déroulant toujours dans la même continuité.

## Synopsis
Cinq étudiants de l'université d'État du Michigan, Ash Williams, sa petite amie Linda, Cheryl, la sœur d'Ash, leur ami Scott et sa petite amie Shelly, partent passer des vacances dans une cabane perdue dans la forêt du Tennessee. Peu après leur arrivée, Cheryl fait un dessin lorsqu'elle entend une voix à l'extérieur de la cabane. Sa main devient alors comme possédée, ce qui l'amène à sculpter dans l'épaisseur  de son bloc de dessin avec la mine de son crayon un livre avec un visage déformé et maléfique.
Pendant le repas, la trappe du sous-sol s'ouvre toute seule. Ash et Scott y descendent et découvrent un livre avec un magnétophone, un fusil de chasse et une dague. L'enregistrement contenu dans le magnétophone leur révèle que cette maison était celle d'un archéologue qui s'était retiré ici pour étudier un livre intitulé Naturum Demonto, version sumérienne du Livre des Morts égyptien. Relié en peau humaine et écrit avec du sang humain, le Necronomicon contient des incantations que la voix de l'archéologue récite, réveillant des esprits maléfiques en sommeil. Cheryl, prise de panique, demande alors d'arrêter le magnétophone, mais Scott continue d'écouter l'enregistrement. Plus tard, Cheryl entend à nouveau des voix étranges et sort. Elle est alors attaquée et violée par des arbres possédés par des démons, mais parvient à s'échapper. Incapable de convaincre les autres de ce qui s'est passé, elle demande à Ash de l'emmener en ville pour la nuit. Cependant, Ash découvre rapidement que le pont a été détruit. De retour à la cabane, Ash écoute la suite de l'enregistrement, apprenant que la seule façon de venir à bout d'une manifestation démoniaque est de démembrer le corps de l'hôte dont elle a pris possession. Cheryl succombe à l'entité et attaque les autres, poignardant Linda à la cheville avec un crayon avant que Scott ne l'enferme au sous-sol.
Shelly devient également possédée, forçant Scott à découper son corps avec une hache et à enterrer les restes. Secoué par l'expérience, il part seul dans la nuit. Quand Ash va voir Linda, il est horrifié de constater qu'elle a déjà commencé à se transformer. Après avoir été attaqué par les arbres, Scott, gravement blessé, revient à la cabane et meurt. Pendant qu'Ash essaie de trouver quoi faire, Linda et Cheryl font toutes deux semblant d'être à nouveau humaines, pour ensuite revenir rapidement à leurs formes démoniaques. Linda essaie de poignarder Ash avant qu'il ne l'empale avec le poignard sumérien. Il essaie de découper ses restes avec une tronçonneuse, mais ne parvient pas à s'y résoudre et décide de l'enterrer. Un nouveau combat les oppose et Ash finit par la décapiter avec une pelle. De retour dans la cabane, il se rend compte que Cheryl a forcé l'ouverture de la trappe. Après l'avoir blessée avec le fusil de chasse, il va au sous-sol pour y trouver plus de munitions et y est aspergé de sang par l'entité.
Lorsque Ash réussit à sortir, il est attaqué par Scott, réanimé et possédé, et Cheryl. Sur le point de succomber, Ash réussit à mettre la main sur le livre en utilisant le collier de Linda et le jette dans la cheminée. Alors que le livre brûle, Scott et Cheryl se décomposent horriblement et leur sang se répand sur Ash. Après leur mort, Ash entend la voix du démon lui intimant avec insistance  « Sois des nôtres...des nôtres...des nôtres... ». Couvert du sang de ses amis et de sa sœur, Ash sort en titubant à l'extérieur alors que, le temps semblant s'écouler de nouveau normalement, le soleil se lève sur la forêt. S'ensuit un travelling en caméra subjective figurant l'entité fonçant sur Ash à travers la cabane. Le tout dernier plan du film montre Ash se retournant et laissant échapper un cri de terreur avant un fondu au noir cédant la place à un joyeux générique de fin sur fond musical de Charleston.

## Fiche technique
- Titre original : The Evil Dead
- Titre français : Evil Dead ou La Nuit des démons (titre VHS)
- Titre québécois : L'Opéra de la terreur
- Réalisation et scénario : Sam Raimi
- Musique : Joseph LoDuca
- Photographie : Tim Philo
- Effets visuels : Bart Pierce
- Maquillage : Tom Sullivan
- Montage : Edna Ruth Paul, assisté de Joel Coen
- Production : Robert Tapert, Bruce Campbell et Sam Raimi
- Société de production : Renaissance Pictures
- Sociétés de distribution : New Line Cinema (États-Unis), Metropolitan Filmexport (France)
- Budget : 350 000 $
- Pays de production :  États-Unis
- Langue originale : anglais
- Format : couleurs - 1,37:1 - 16 mm - mono
- Genre : horreur, fantastique
- Durée : 82 minutes (version censurée), 85 minutes (version intégrale)
- Dates de sortie[2]:
  - États-Unis : 15 octobre 1981 (première à Detroit), 15 avril 1983 (sortie nationale)
  - Canada : 22 avril 1983
  - France : 24 août 1983, 7 mai 2003 (Ressorti du film en France)
  - Belgique : 31 août 1983
- Classification :
  - France : interdit aux moins de 13 ans lors de sa sortie en salles (désormais interdit aux moins de 12 ans dans la nouvelle nomenclature issue du décret du 23 février 1990)[3].

## Distribution
Les voix françaises indiquées ci-dessous proviennent du premier doublage de 1983.
- Bruce Campbell (VF : Frédéric Girard) : Ashley « Ash » Williams
- Ellen Sandweiss (VF : Marcelle Lajeunesse) : Cheryl Williams
- Richard DeManincor (sous le nom de Hal Delrich) (VF : Jacques Bernard) : Scott
- Betsy Baker (en) : Linda
- Theresa Tilly (sous le nom de Sarah York) (VF : Jeanine Forney) : Shelly

## Production
Le tournage qui devait initialement durer six semaines, s'est finalement déroulé en douze semaines du 14 novembre 1979 à janvier 1980 avec une équipe de 37 personnes, acteurs et techniciens.
Le film a été tourné à :
- Morristown et Knoxville ( Tennessee)
- Détroit et Marshall ( Michigan)

## Box-office
Le film rencontre un succès commercial, rapportant 29 400 000 $ de recettes mondiales, dont 2 400 000 $ rien qu'aux États-Unis, pour un budget estimé à 375 000 $,. En raison d'une grande campagne de promotion, Evil Dead réalise des résultats au-delà des attentes au box-office. Toutefois, les recettes initiales sur le territoire américain furent décrites comme « décevantes », engrangeant 108 000 $ le week-end de sa sortie. Mais le bouche-à-oreille favorable aidant, Evil Dead devient un succès surprise sur la durée, totalisant plus de 600 000 $ aux États-Unis et 2 000 000 $ à l'étranger.
En France, Evil Dead totalise 487 224 entrées lors de sa sortie initiale, dont 86 811 entrées sur Paris, où il est resté trois semaines dans le top 20 hebdomadaire. Lors de sa ressortie en 2003, le film enregistre 64 506 entrées, portant le total toutes exploitations à 551 730 entrées,.

## Distinctions
- Festival international du film de Catalogne 1982 :
  - Prix des meilleurs effets spéciaux pour Tom Sullivan
  - Prix de la critique pour Sam Raimi
- Saturn Awards 1983 : meilleur film à petit budget

## Sorties vidéo

### VHS
France :
- Evil Dead, Hollywood Vidéo, 1983 ;
- Evil Dead, Empire Vision, 1989 ;
- Evil Dead, Initial, 1990 ;
- Evil Dead, Hollywood Hits, 1991 ;
- Evil Dead, Polygram Vidéo, 1992 ;
- Evil Dead, Home Mondial Vidéo, 1995 ;
- Evil Dead, Digital Master (Initial), 1996.

### Laserdisc
France : Evil Dead, Eliot (Initial), 1991.

### DVD
- Evil Dead, Anchor Bay, septembre 2001 ;
- Evil Dead « Book of the Dead Limited Edition », Anchor Bay (1er doublage), mars 2002 (Royaume-Uni) ;
- The Evil Dead, Starz et Anchor Bay, mars 2002 ;
- The Evil Dead “Limited Edition Gift Set”, Anchor Bay, novembre 2005.

 France :
- Evil Dead, TF1 Vidéo, janvier 2004 (2e doublage) - avec un nouveau mixage DTS et un livret collector de 48 pages ;
- Evil Dead, Sony Pictures Entertainment, 6 mai 2013.

### Blu Ray
- The Evil Dead, Anchor Bay, août 2010 (1er doublage) (États-Unis) ;
- The Evil Dead, Sony, octobre 2010 (Royaume-Uni).

 France :
- Evil Dead, Sony, 17 novembre 2010 (2e doublage).
- Evil Dead, L'Atelier d'Images, 03 juin 2020 (1er doublage) et (2e doublage)

### Trilogie Ultime
La trilogie sort en coffret intégrale DVD, Blu-ray et Ultime le 21 janvier 2020 édité par L'Atelier d'Images. Le coffret DVD comprend Evil Dead 1, 2 et 3 en DVD ainsi qu'un DVD de bonus pour chaque film. Le coffret Blu-ray contient les trois films en Blu-ray, ainsi qu'un DVD de bonus pour Evil Dead 1, et 2 Blu-ray de bonus, un pour Evil Dead 2 et un pour Evil Dead 3 (les bonus sont les mêmes que ceux du coffret DVD). Et le coffret intégrale limité à 1 500 exemplaires contient Evil Dead 1 en 4K Ultra HD et en Blu-ray, un Blu-ray de Evil Dead 2, un Blu-ray de Evil Dead 3, 2 Blu-ray et 1 DVD de bonus (identiques à ceux du coffret Blu-ray), un livre de 112 pages avec une couverture rigide au format 170 × 140 mm intitulé Evil Dead : Dans les entrailles d'une saga écrit par Claude Gaillard, Guillaume Le Disez et Pierre Louis, qui raconte les aventures de Ash et sa tronçonneuse au format papier, et enfin un jeu de plateau créé exclusivement pour cette édition.
Le premier film est disponible dans ses deux versions françaises (1983 et 2003).

## Produits dérivés

### Comics
- Army of Darkness: Ashes 2 Ashes
- Army of Darkness: Shop Till You Drop Dead
- Army of Darkness VS Reanimator
- Marvel Zombies VS Army of Darkness

### Jeux vidéo
- 1984 : The Evil Dead sur Commodore 64. Aventure de Palace Software.
- 2001 : Evil Dead: Hail to the King sur Windows, Dreamcast et PlayStation. Survival-horror de Heavy Iron Studios.
- 2003 : Evil Dead: A Fistful of Boomstick sur PlayStation 2 et Xbox. Action de VIS Interactive.
- 2005 : Evil Dead Regeneration sur Windows, PlayStation 2 et Xbox. Action de Cranky Pants Games.
- 2022 : Evil Dead: The Game sur PlayStation 5, Xbox Series, PlayStation 4, Xbox One, Nintendo Switch et Microsoft Windows. Horreur de Boss Team Games et Saber Interactive.

### Jeu de société
- Army of Darkness (1993), conçu par Barry Nakazono et David McKenzie. Publié par Leading Edge Games. De un à huit joueurs pour une durée moyenne de jeu de 120 minutes.

### Jeux de cartes à collectionner
- Army of Darkness Card Game (2004), conçu par George Vasilakos et M. Alexander Jurkat. Publié par Eden Studios. De deux à quatre joueurs pour une durée moyenne de jeu de 30 minutes.

### Jeu de rôle
- Evil Dead: Army of Darkness RPG (2004), créé par Eden Studios. Le système utilise l'Unisystem, les règles maison des jeux de Eden Studios.

## Autour du film
- À l'époque de sa sortie, la VHS s'est vendue à 50 000 exemplaires[réf. nécessaire]. Une citation de Stephen King y faisait l'éloge du film[10].
- Ami de Sam Raimi, Joel Coen a participé au montage du film.
- Dans la cave, là où les héros trouvent le livre démoniaque, on peut voir une affiche déchirée du film de Wes Craven, La colline a des yeux. Une référence car dans La colline a des yeux, on peut voir une affiche déchirée du film de Steven Spielberg, Les dents de la mer.
- Dans la saison 3 de la série d'animation Martin Mystère, l'épisode 5 La Maison de l'épouvante reconstitue le film avec quelques modifications.
- La cabane où se passe l'intrigue du film a été trouvée dans une forêt du Tennessee. La cave est celle de la maison des parents du producteur Robert Tapert.
- La voiture utilisée par la bande de jeunes, une Oldsmobile Delta 88 (sortie 1973), est la propre voiture de Sam Raimi. On la retrouve de façon récurrente dans la plupart de ses films y compris ses courts métrages.
- Le film a été doublé en français pour sa sortie en salles puis redoublé au moment de la ressortie de 2003. Cette seconde version a permis de corriger quelques erreurs de traduction comme lorsque, après avoir tué leur amie, Ashley et Scott disent : « Allons brûler son corps… » et vont enterrer le cadavre.
- L'accroche de l'édition VHS française était « Pourrons-nous les arrêter ? Ce film est conçu pour vous arracher hurlement après hurlement, du plus profond de l'âme et des entrailles… ».
- Premier long métrage de Sam Raimi (réalisé à 20 ans), le film devait s'appeler initialement Book of the Dead (« Le Livre des morts »). C'est le producteur Irvin Shapiro qui a modifié le titre qu'il jugeait trop intellectuel pour parvenir à attirer le public adolescent.
- Pour ce film, Sam Raimi a utilisé un système de cadrage inventé par Michel Brault, la « shaky camera », qui permet à la caméra d'être tout le temps en mouvement.
- Un moyen métrage de 30 minutes basé sur le scénario d'Evil Dead et intitulé Within the Woods a été tourné par Raimi et ses copains afin de réunir des fonds pour le financement du film.
- Le film souffre de quelques faux-raccords :
  - Lorsque le groupe d'amis franchit le pont désaffecté, on apercevait à l'origine une autre voiture qui les suivait ainsi qu'un homme en arrière plan sur la droite (vraisemblablement un technicien). Ces erreurs ont été finalement corrigées lors du transfert en HD.
  - Dans le film, Scott a des cheveux mi-longs avec des mèches tombant en boucles. À partir du moment où il se fait attaquer à son tour, il apparaît avec des cheveux plus courts sur certains plans et vice-versa.
  - Plusieurs fois dans le film, Ash reçoit des giclées de sang, notamment lorsque le corps sans tête de Cheryl lui tombe dessus. Sur les quelques plans qui suivent, il réapparaît soudainement la figure quasiment propre.
- Dans le film Donnie Darko, Donnie et Gretchen vont voir Evil Dead au cinéma.